# Niculin Janett
Niculin Janett (* 7. Oktober 1989 in Sulgen TG) ist ein Schweizer Jazz- und Volksmusiker (Alt-, Tenor- und Sopransaxophon sowie Flöte und Klarinette, Komposition).

## Leben und Wirken
Janett, der in einer Unterengadiner Musikerfamilie im Thurgau aufwuchs, erhielt ab dem zehnten Lebensjahr Saxophon-Unterricht bei Anselm Wagner und Räto Harder. 2001 erreichte er im Final des Schweizer Jugendmusik-Wettbewerbs den dritten Rang. Nach der Matur begann er 2008 sein Bachelorstudium im Jazzstudiengang an der Zürcher Hochschule der Künste bei Christoph Grab, Reto Suhner und Chris Wiesendanger, das er 2011 mit Bestnoten abschloss. Er besuchte verschiedene Workshops und Unterrichte bei Chris Cheek, Scott Robinson, Russ Johnson und Ohad Talmor. 2011 nahm er in New York City privaten Unterricht bei den Saxophonisten Miguel Zenón, Rich Perry, Will Vinson, Loren Stillman, Vincent Herring und dem Schlagzeuger Adam Cruz. 2015 verbrachte er im Rahmen eines Atelier-Stipendiums des Kantons Thurgau erneut zwei Monate in New York.
Janett gründete seine eigenen Ensembles Janetts Jazzmusik-Baukasten (Bastelfieber, 2014), Janetts DREIstigkeit und schliesslich seine Hauptformation, das Niculin Janett Quartet, mit dem zwei Alben entstanden. Mit seinem gegenüber der Minimal Music und der Volksmusik geöffneten Niculin Janett Ensemble trat er 2023 beim Festival «Alpentöne» auf. Er ist zudem Mitglied bei The Sad Pumpkins (als Sänger) und bei der Familienkapelle (C’est si) B.O.N. (zwei Alben) und gehörte zu Raphael Walsers Gangart. Weiterhin arbeitete er mit dem Zurich Jazz Orchestra, Lucerne Jazz Orchestra, David Regan Orchestra, Russ Johnson, Ohad Talmor, Simon Nabatov, Andy Scherrer und Chris Wiesendanger. Er bildete ein Duo mit Joscha Schraff und ist auch auf Alben des Joscha Schraff Quartet und des Lukas Brügger Jazz Orchestra zu hören.
Mit seinen Eltern Sibylle und Curdin Janett und den Geschwistern wurde Janett 2020 mit dem Thurgauer Kulturpreis ausgezeichnet.

## Diskographische Hinweise
- Niculin Janett Quartet Featuring Rich Perry: No Parking Any Time (QFTF 2017, mit Lisa Hoppe, Rodrigo Recabarren)
- Niculin Janett Quartet Featuring Rich Perry: Complexes (QFTF 2018, mit Lisa Hoppe, Claudio Strüby)
- Janett/Schraff: Standard (QFTF 2020)
- Niculin Janett Ensemble: Rêveries Dansantes (2022, mit Andreas Gabriel, Sabina Curti, Dominique Polich, Cristina Janett, Raphael Walser)